# Biskupi bielsko-żywieccy
Biskupi bielsko-żywieccy – biskupi diecezjalni i biskupi pomocniczy diecezji bielsko-żywieckiej.

## Biskupi

### Biskupi diecezjalni
| Lata urzędowania | Biskup | Biskup          | Uwagi |
| ---------------- | ------ | --------------- | ----- |
| 1992–2013        |        | Tadeusz Rakoczy |       |
| od 2014          |        | Roman Pindel    |       |

### Biskupi pomocniczy
| Lata urzędowania | Biskup | Biskup         | Uwagi |
| ---------------- | ------ | -------------- | ----- |
| 1992–2010        |        | Janusz Zimniak |       |
| od 2011          |        | Piotr Greger   |       |